# Cosquer Méditerranée
Cosquer Méditerranée est un centre d'interprétation situé à la Villa Méditerranée, à Marseille, dans les Bouches-du-Rhône. Ouvert au public le 4 juin 2022, il abrite une réplique partielle de la grotte Cosquer (située aussi sur la commune de Marseille) et de ses œuvres pariétales les plus marquantes.

## Historique
Dès 1994 l’architecte André Stern souhaite la construction d'une reconstitution de la grotte Cosquer à la Promenade Robert-Laffont, mais le projet n’aboutit pas. Puis, en 2011, c’est le fort d’Entrecasteaux qui est envisagé pour abriter la réplique. Enfin, en 2016, c’est la Villa Méditerranée qui est proposée. Le projet est validé et en 2018 un appel d'offres est lancé, remporté en 2019 par Kléber Rossillon, la société qui a déjà réalisé et gère la réplique de la grotte Chauvet, en Ardèche. Le site ouvre au public le 4 juin 2022. Le 17 octobre 2022, une cérémonie, à laquelle près de 2 000 invités participent, est organisée pour célébrer le succès du site qui depuis son ouverture a déjà accueilli près de 365 000 visiteurs.

## Travaux de reconstitution

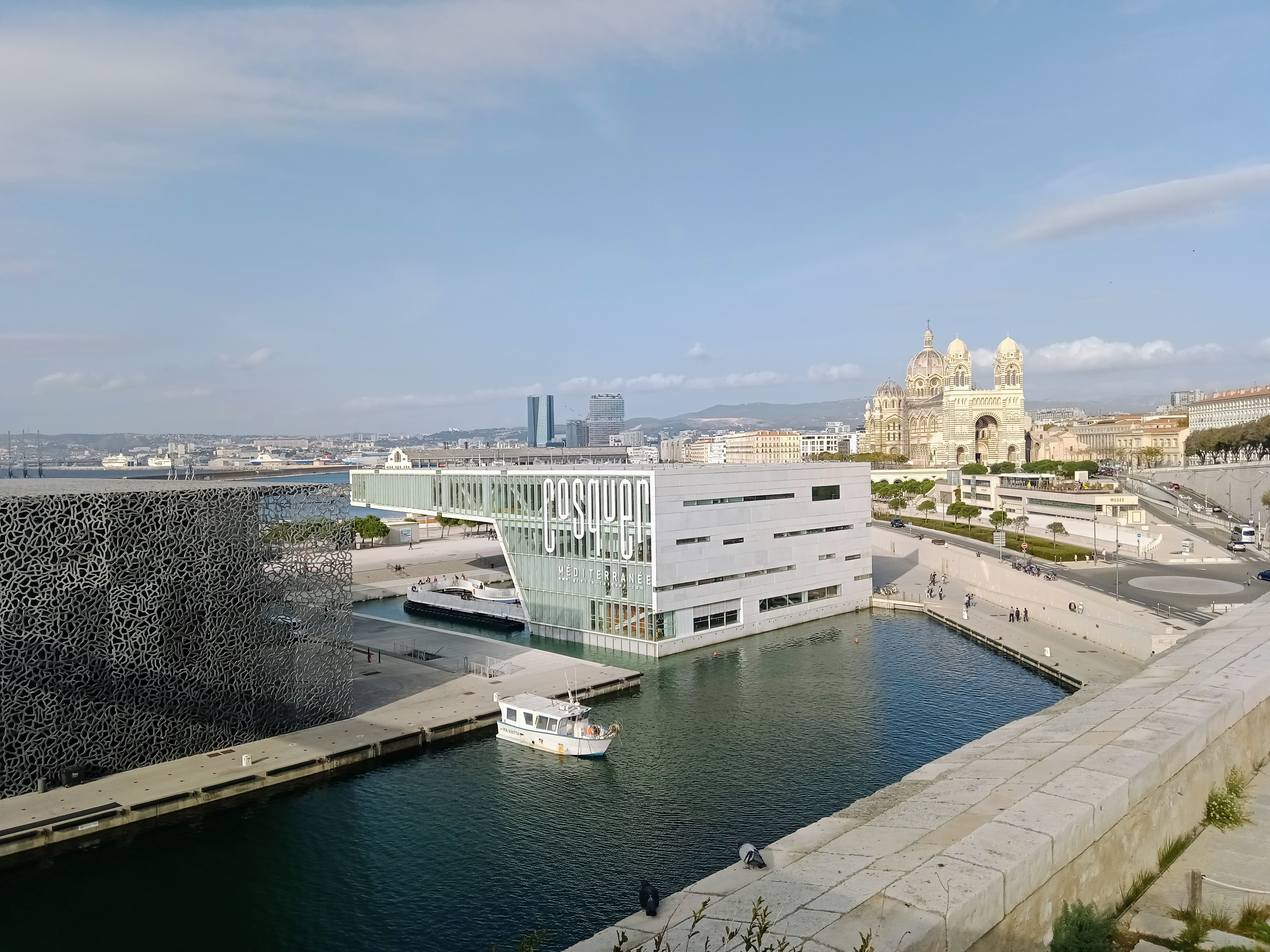
Vue de Marseille depuis le fort Saint-Jean avec la Villa Méditerranée abritant Cosquer Méditerranée.

Comme il n'était pas possible de réaliser une réplique intégrale de la grotte en respectant rigoureusement ses volumes réels et sa disposition en trois dimensions dans l'espace, seules les parois ornées les plus représentatives et les plus belles ont été reconstituées et disposées sous forme d'écailles, le long d'un cheminement accessible au public, pour restituer les oeuvres pariétales principales tout en respectant l'ambiance et la magie de la grotte,,.
Les parties reproduites l'ont été sur la base des données 3D obtenues par scan laser (technologie Lidar) de la grotte. Elles ont été reconstituées le plus fidèlement possible à partir du jumeau numérique (archive numérique) de la grotte, constitué de près de 3,5 milliards de points.
Vu la taille importante de la grotte réelle, il n'a pas été possible de reproduire intégralement des parties comme le grand puits de 15 m de dénivelé. Cependant, une représentation du puits à échelle réduite (8 m) a pu être construite en recourant au procédé de l'anamorphose (déformation optique de l'image destinée à créer une illusion particulière suivant une perspective donnée).
Les peintures restituées tapissent les parois d'une galerie sinueuse de 220 m de longueur (les différentes scènes reproduites étant disposées en écaille le long du parcours). Leurs formes variées et complexes ont été reproduites en recourant à des dispositifs de visualisation de réalité virtuelle ou augmentée. Le gros œuvre des travaux a été réalisé avec le concours du groupe de construction Eiffage. Un réseau tridimensionnel de tiges et de treillis métalliques ancrés dans la superstructure du bâtiment supporte la surface des parois recouvertes d'une épaisseur de 4 cm de microbéton léger projeté. Les formes détaillées des strates de calcaire et des massifs de concrétions (stalactites et stalagmites) ont été ensuite réalisées par des artistes plasticiens. Le défi auquel ceux-ci se sont trouvés confrontés était de rendre correctement l'état de la surface cristalline et scintillante des concrétions de calcite (CaCO3) sans donner l'impression d'être factice. Des artistes peintres copistes ont ensuite reproduit le plus fidèlement possible les fresques et de nombreux animaux, comme tracés au charbon de bois par les hommes préhistoriques. Les trois pingouins et un phoque attestent du climat froid qui régnait à l'époque de la visite de la grotte par les artistes préhistoriques. Plus de 14 mois de travaux ont été nécessaires pour parachever le travail, dont une partie a été réalisée durant la pandémie de Covid-19.

## Enjeux
La grotte Cosquer n’est pas accessible au public. Son unique entrée sous-marine par siphon est difficile et dangereuse. Elle est obturée par une grille pour empêcher les accidents mortels de plongée, comme celui survenu en septembre 1991 qui a fait trois victimes. En outre, l'élévation du niveau de la mer et la pollution marine détériorent ce patrimoine archéologique unique. Cette réplique partielle contribue à pérenniser sa mémoire et offre au grand public la possibilité d'en prendre connaissance sous une forme s'approchant du réel. Ce site culturel représente également un atout touristique pour la ville de Marseille,,.

## Parcours de visite
Situé au sein de la Villa Méditerranée, le bâtiment du centre Cosquer Méditerranée comprend trois niveaux aménagés. À l’entrée est amarrée une réplique du Cro-Magnon, le bateau d’Henri Cosquer, le plongeur qui a découvert et signalé l'existence de la grotte en 1991. Le parcours commence au rez-de-chaussée où se trouve un espace scénographié représentant un club de plongée,. C’est au sous-sol que se situe la réplique partielle de la grotte et des œuvres pariétales les plus remarquables. L’espace disponible ne permettant pas une reproduction complète à taille réelle, la réplique partielle de la grotte a été adaptée à une échelle de 96 % et limitée aux dessins et gravures les plus remarquables, que le visiteur, assis à bord de sa nacelle, peut admirer en 35 minutes tout le long d'un parcours de 220 m, où les répliques des parois ornées sont réparties sur six segments disposés en écaille et reliés entre eux,. Les nacelles mobiles circulent à l'horizontale à 0,4 km/h et peuvent accueillir jusqu'à 6 personnes,. Pouvant pivoter en fonction de la position des répliques des oeuvres pariétales, elles permettent aux visiteurs de les admirer sous différents angles tout au long du cheminement. À l’étage, au niveau du porte-à-faux, se trouve la Galerie Méditerranée, un espace présentant un bestiaire et des animations pédagogiques sur l'élévation du niveau de la mer et autres effets du réchauffement climatique,. Un audioguide est proposé aux visiteurs avec la voix de Philippe Caubère. Après sa mise en examen pour viol en février 2024, la direction de la grotte Cosquer annonce remplacer sa voix dans les audioguides. Elle souhaite désormais privilégier une voix féminine.

## Fréquentation
Avec une campagne de communication menée de façon intensive juste avant l'ouverture du centre Cosquer Méditerranée, sa fréquentation attendue était de 800 000 personnes pour la première année, puis de 500 000 visiteurs par an ensuite. Sur les trois premiers mois faisant directement suite à l'ouverture du centre d'interprétation, plus de 300 000 personnes ont visité la réplique partielle de la grotte. Au 31 décembre 2022, plus de 500 000 visiteurs avaient été dénombrés sur les six premiers mois. Un an après son ouverture, l'objectif de 800 000 visiteurs a été atteint. Les syndicats dénoncent le sous-effectif, conséquence de la politique « de réduction des coûts par les effectifs » .

#### Ouvrages
- La grotte Cosquer, de la découverte à la restitution, coll. « Archéologia / Hors série » (no 35), mai 2022
- Cosquer Méditerranée, la grotte préhistorique sous la mer, coll. « Beaux Arts magazine / Hors série », juin 2022 (ISBN 979-1-0204-0742-9)
- Grotte Cosquer, Errance, 2022 (ISBN 978-2-8777-2991-8)

#### Articles
- [Levent 2019] Christophe Levent, « Marseille : la grotte Cosquer sort de l’eau », sur leparisien.fr, 22 novembre 2019 (consulté le 5 juin 2022)
- [Guigou 2019] Pauline Guigou, « Marseille : une plongée dans la grotte Cosquer », sur France 3 Provence-Alpes-Côte d'Azur, 23 novembre 2019 (consulté le 6 juin 2022)
- [Bécherel 2020] Sophie Bécherel, « Grotte Cosquer : la reproduction a commencé », sur www.franceinter.fr, 18 novembre 2020 (consulté le 5 juin 2022)
- [Ferard 2022] Emeline Férard, « A Marseille, une réplique de la grotte Cosquer dévoile ses œuvres exceptionnelles au grand jour », sur Geo.fr, 2 juin 2022 (consulté le 4 juin 2022)
- [Mildonian 2022] Laurence Mildonian, « Marseille : bienvenue dans la grotte Cosquer », La Provence,‎ 2 juin 2022, p. 2 (lire en ligne, consulté le 4 juin 2022)
- [Bougault 2022] Valérie Bougault, « La grotte Cosquer : une féérie préhistorique au cœur de Marseille », sur Connaissance des Arts, 15 juin 2022 (consulté le 18 juin 2022)
- [Lassagne 2022] François Lassagne, « Grotte Cosquer : 20 000 ans (et quelques téraoctets) sous les mers », Pour la science, no 537,‎ juillet 2022, p. 58-64
- [Van Espen 2023] Marc Van Espen, « 31 ans après, la grotte Cosquer est sortie de l'eau », Regards, Revue de l'Union Belge de Spéléologie, no 93,‎ 2023, p. 40–43 (lire en ligne)

#### Vidéos
- « Au cœur de la grotte Cosquer », Emissions Spéciales, sur France 3 Provence-Alpes-Côte d'Azur, 4 juin 2022« Revivez l’ouverture de la réplique de la Grotte Cosquer sur nos antennes », sur France 3 Provence-Alpes-Côte d'Azur, 4 juin 2022 (consulté le 6 juin 2022)

- « Grotte Cosquer : de l’ombre à la lumière », La France en vrai, sur France 3 Provence-Alpes-Côte d'Azur, 2 juin 2022« Grotte Cosquer : dans les coulisses de la construction de la réplique à Marseille », sur France 3 Provence-Alpes-Côte d'Azur (consulté le 11 juin 2022)

- « Trésors de Méditerranée », Des racines et des ailes, 25 mai 2022« La grotte Cosquer : trésor de Méditerranée dans « Des racines & des ailes » », sur francetelevisions.fr (consulté le 6 juin 2022)

- « « La Grotte Cosquer fait surface : à Marseille des spécialistes l'ont reproduite à l’identique » », sur YouTube, 2 mai 2022« Enquête inédite sur les plus gros chantiers d'Europe à Marseille et Monaco », sur France 3 Provence-Alpes-Côte d'Azur, 4 mai 2022 (consulté le 6 juin 2022)

- « « A Marseille, le défi technologique de la reconstitution de la grotte Cosquer » », sur YouTube, 1er février 2021« Marseille : la reproduction des trésors engloutis de la grotte Cosquer, le défi des plasticiens », sur France 3 Provence-Alpes-Côte d'Azur, 18 avril 2021 (consulté le 6 juin 2022)

#### Podcast
- « Cosquer Méditerranée, fascinante plongée dans la préhistoire », Bande passante, sur LaProvence.com, 7 juin 2022 (consulté le 9 juin 2022)